# 0137 (Talkshow)

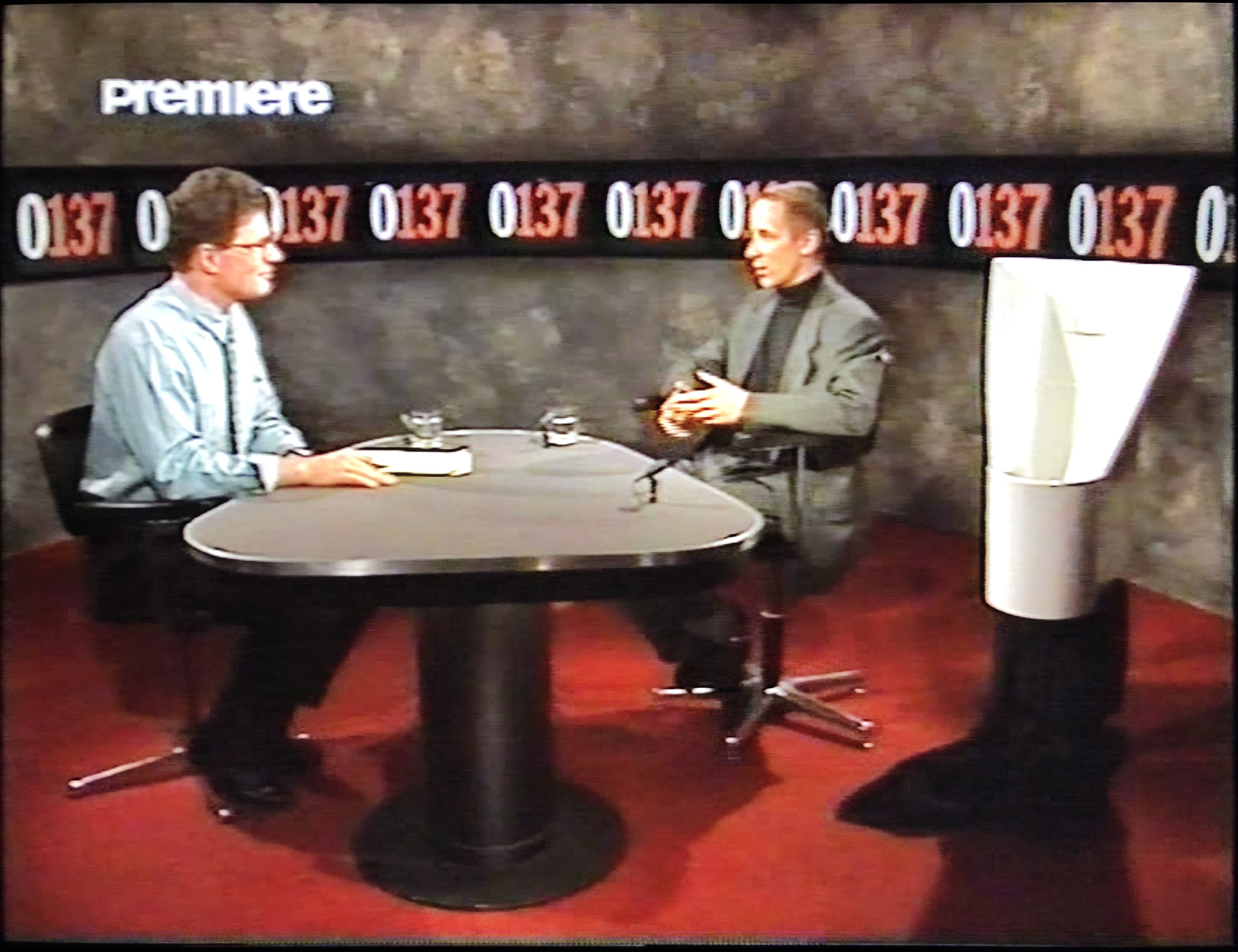
Talkshow 0137

0137 war eine direkt übertragene Talkshow des Bezahlfernsehsenders Premiere, die in einem unverschlüsselten Zeitfenster gesendet wurde, um Zuschauer für das damals neue Bezahlfernsehen zu interessieren. Der Werbe-Wahlspruch der Reihe lautete „Talk ohne Tabu“.

## Konzeption
Das Sendekonzept von 0137 geht zurück auf eine Idee des Medienmanagers Markus Peichl. Die Struktur der thematisch breit gefächerten Sendung bestand aus drei Kurzinterviews zu jeweils 15 Minuten werktäglich ab 19:30 Uhr. Der dritte Gast wurde per Telefonabstimmung (TED) über die Vorwahlnummer 0137 von den Zuschauern ausgewählt. Das Publikum konnte in der vorhergehenden Sendung über drei mögliche Gäste abstimmen. Das Spektrum der Interviewpartner orientierte sich nach Zeitungsrubriken und setzte sich aus folgenden Bereichen zusammen: erstens politischer Teil, zweitens aktueller Hintergrund und drittens Vermischtes. Bei der Recherche über die vielen Interviewgäste und -themen arbeitete die Dokumentationsabteilung des Verlags Gruner+Jahr mit der Premiere-Redaktion zusammen.
Die Sendereihe zeigte keine Werbung. Die Studio-Einrichtung war betont schlicht gehalten, auf ein Studiopublikum wurde verzichtet und außer Direktübertragungen wurden keine Filme eingespielt. „Diese puristische Aufbereitung erwies sich bald als die eigentliche Stärke des Formats, denn so lag die Aufmerksamkeit ausschließlich auf den eindrucksvollen Gesprächen, was vielen Kritikern gefiel.“ Die sachliche und schlichte Gestaltung des Studios hatte der britische Designer Neville Brody entworfen, die Musik stammt von Jon Klein.
0137 als „zwar angesehene, aber unrentable Werbeaktion“ wurde eingestellt, als „Premiere mit rund 800.000 Abonnenten genug zahlende Kunden versammelt hatte“. Die letzte Ausgabe lief am 28. Februar 1994 und wurde von Harald Schmidt moderiert.
Die Gesprächsserie 0137 hatte ab Mai 1993 einen Ableger namens 0137 Night Talk, der von Bettina Rust moderiert wurde.

## Moderatoren
Moderatoren der Sendung waren Roger Willemsen, Sandra Maischberger (1992), Maggie Deckenbrock (1993), Hubert Winkels (1993) und Sabine Brandi (1993). Willemsen und Maischberger teilten sich ein Büro und wurden vorübergehend ein Paar.

## Rezeption
Es „gelang [den Moderatoren] stets, die enorme Bandbreite an Themen sowie die heikle Gratwanderung zwischen Sensationslust und ernsthaftem Journalismus zu meistern. Zugleich verhinderten sie, dass boulevardeske, intime oder kontroverse Themen allzu reißerisch aufbereitet oder in die Schmuddelecke gerieten“.
„Während der Dreiviertelstunde Sendezeit empfängt der Gastgeber drei Gesprächspartner, mit denen er etwas anstrebt, das in herkömmlichen Talkshows völlig unüblich ist: ein Gespräch. 15 Minuten pro Person – da kommt es vor, daß Leute ausreden können.“

## Auszeichnungen
- 1992: Das Goldene Kabel[8] für Roger Willemsen[9]
- 1992: Bayerischer Fernsehpreis für Roger Willemsen[1]
- 1993: Adolf-Grimme-Preis mit Gold für Roger Willemsen[5]